# 罗加乔夫卡农村居民点
罗加乔夫卡农村居民点（俄语：Рогачёвское сельское поселение）是俄罗斯联邦沃罗涅日州新乌斯曼区所属的一个农村居民点。其下辖有4个居民点，行政中心为罗加乔夫卡。据2016年统计，该农村居民点的人口为2514人。